# Тарло, Евгений Георгиевич
Евге́ний Гео́ргиевич Тарло (13 февраля 1958, Новосибирск, РСФСР, СССР — 23 июня 2020, Переславль-Залесский, Ярославская область, Российская Федерация) — российский юрист, государственный, политический и общественный деятель. Доктор юридических наук, автор ряда книг по адвокатуре и праву.

## Биография
Родился в городе Новосибирске. Родители — инженеры-строители — в 1962 году переехали в молодой город Железногорск Курской области, где Евгений окончил школу. После школы поступал на юридический факультет МГУ им. Ломоносова, но не прошёл по конкурсу и с 1976 по 1979 год проходил действительную срочную службу в ВМФ, матросом подводной лодки, с базированием в Кронштадте.
В 1985 году с отличием окончил юридический факультет Московского государственного университета им. М. В. Ломоносова. Защитил кандидатскую, а затем и докторскую диссертацию. Учёное звание — профессор.
С 1985 по 1988 год — судья Истринского городского суда Московской области; с 1991 по 1993 год — директор информационно-правового центра; с 1993 года — член Московской областной коллегии адвокатов, заведующий юридической консультации, глава адвокатской фирмы; с 2002 по июнь 2007 года — председатель коллегии адвокатов «Тарло и партнеры». В 2000 году — советник по правовым вопросам губернатора Московской области на общественных началах; с марта 2007 по март 2008 года — Председатель Правления Ассоциации «Деловой Совет ЕврАзЭС».
С 2007 по 2015 год — представитель в Совете Федерации Федерального Собрания Российской Федерации от исполнительного органа государственной власти Тамбовской области. Член Комитета Совета Федерации по конституционному законодательству, правовым и судебным вопросам, развитию гражданского общества (до декабря 2012 года). С декабря 2012 года — Член Комитета Совета Федерации по экономической политике; председатель комиссии по культуре, информации, туризму и спорту Межпарламентской Ассамблеи государств — участников СНГ. Будучи сенатором, публично поддерживал многие громкие законопроекты, в том числе закон Димы Яковлева, критику которого называл "публичным оскорблением" сенаторов, и закон о госизмене, а также предлагал наделить исключительными полномочиями президента Владимира Путина, дав ему, в том числе, право единоличного ввода санкций против других стран.
После ухода в сентябре 2015 года из Совета Федерации был президентом фонда «Правовое государство» и вице-президентом Федерального Союза адвокатов России.
На парламентских выборах 18 сентября 2016 года был выдвинут «Партией Роста» кандидатом в Ростовском одномандатном округе Ярославской области. Местный облизбирком не зарегистрировал кандидата, 5 сентября Верховный суд восстановил его. По итогам выборов занял седьмое место (5968 голосов).
Был одним из ведущих экспертов телеканала «Царьград».
Скоропостижно скончался от инфаркта 23 июня 2020 года. Похоронен 25 июня на Троекуровском кладбище.

## Почётные звания, награды
- Благодарность Президента Российской Федерации (6 февраля 2014 года) — за активную законотворческую деятельность, заслуги в укреплении законности и многолетнюю добросовестную работу[14].
- Заслуженный юрист Московской области — за личные заслуги и высокие достижения в деятельности, направленной на обеспечение благополучия, роста благосостояния населения Московской области, способствующей процветанию Московской области, повышению её авторитета в Российской Федерации и за пределами Российской Федерации.
- Крест «Десятина» — высшая награда Общероссийского общественного движения «Россия Православная» — в знак общественного признания и благодарности за верность Отечеству, веру в Великую Россию и неустанные труды на благо народа[15].
- Почётная грамота главы Русской Православной Церкви Патриарха Московского и Всея Руси Алексия II.
- Медаль «МПА СНГ. 25 лет» (27 марта 2017 года, Межпарламентская ассамблея СНГ) — за заслуги в деле развития и укрепления парламентаризма, за вклад в развитие и совершенствование правовых основ функционирования Содружества Независимых Государств, укрепление международных связей и межпарламентского сотрудничества[16].

## Увлечения
Евгений Тарло —  любитель музыки, увлекался песенным искусством, поклонник Владимира Высоцкого: приобрёл права на исполнение и запись песен у Никиты Высоцкого — и записал диск «Мой Высоцкий» (2011)
На презентацию диска я пригласил Валерия Золотухина. Для меня важно, что он, друживший с Высоцким и бывший свидетелем рождения некоторых песен, принял мой вариант исполнения, 
 — вспоминает Е. Тарло
По состоянию на 2016 год Евгением Тарло как исполнителем песен выпущено три альбома, снято несколько музыкальных клипов.

## Личная жизнь
Жена — Наталья Геннадиевна Тарло, адвокат. Дети: сын — Антон (род. 1988), адвокат, кандидат юридических наук; дочь — Екатерина (род. 2002).